# 옌청구 (뤄허시)
옌청구(한국어: 언성구, 중국어: 郾城区, 병음: Yǎnchéng Qū)는 중화인민공화국 허난성 뤄허 시의 현급 행정구역이다. 넓이는 413km2이고, 인구는 2007년 기준으로 500,000명이다.

## 기후
연평균 기온은 14.6°C이고 연평균 강수량은 805.2mm이다.

## 행정 구역
1개 가도, 6개 진, 2개 향을 관할한다.
- 가도: 沙北街道.
- 진: 城关镇, 孟庙镇, 商桥镇, 裴城镇, 新店镇, 龙城镇.
- 향: 黑龙潭乡, 李集乡.